# بول كريبز
بول كريبز (بالدنماركية: Poul Krebs)‏ هو كاتب أغاني ومغني دنماركي، ولد في 28 مايو 1956 في آرهوس في الدنمارك.

## وصلات خارجية
- بول كريبز على موقع IMDb (الإنجليزية)
- بول كريبز على موقع ميوزك برينز (الإنجليزية)
- بول كريبز على موقع ديسكوغز (الإنجليزية)